# 托德嶺
85°16′S 119°19′W / 85.267°S 119.317°W
托德嶺（英語：Todd Ridge）是南極洲的山嶺，位於瑪麗伯德地，屬於霍利克山脈的一部分，處於長山西北端，美國地質調查局根據測量和該國海軍的空中照片繪入地圖，現時由南極條約體系管理。